# Roteiro dos Bandeirantes
Roteiro dos Bandeirantes é um roteiro turístico do estado de São Paulo. Foi criado em 14 de novembro de 2003, pela Resolução nº 16/2003.
O percurso parte da cidade de Santana de Parnaíba, passando pelas cidades de Pirapora do Bom Jesus, Araçariguama, Cabreúva, Itu, Salto, Porto Feliz e chegando em Tietê.
Como atrações estão os centros históricos das cidades que fazem parte do percurso, reservas ambientais, caminhos e trilhas ecológicas, variedade gastronômica, museus, fazendas centenárias, margeando o Rio Tietê, seguindo os caminhos dos antigos bandeirantes.